# Elaphognathia rangifer
Elaphognathia rangifer là một loài chân đều trong họ Gnathiidae. Loài này được Monod miêu tả khoa học năm 1926.